# Tossa de Mar
Tossa de Mar település Spanyolországban, Girona tartományban. Tossa de Mar Llagostera, Santa Cristina d'Aro, Lloret de Mar, Vidreres és Caldes de Malavella községekkel határos. Lakosainak száma 6274 fő (2024).

## Népesség
A település népessége az elmúlt években az alábbi módon változott:
| Lakosok száma | 564  | 1894 | 1204 | 1778 | 3361 | 5001 | 5948 | 5681 | 5683 | 6274 |
|               | 1717 | 1887 | 1936 | 1960 | 1986 | 2004 | 2009 | 2014 | 2019 | 2024 |